# FS Близнецов
FS Близнецов (лат. FS Geminorum) — двойная затменная переменная звезда типа Алголя (EA) в созвездии Близнецов на расстоянии (вычисленном из значения параллакса) приблизительно 13 005 световых лет (около 3 987 парсек) от Солнца. Видимая звёздная величина звезды — от +16,6m до +13,7m. Орбитальный период — около 4,3265 суток.

## Характеристики
Первый компонент — белая звезда спектрального класса A2. Эффективная температура — около 8014 К.
Второй компонент — оранжевый субгигант спектрального класса K4IV.